# 독일화
독일화(영어: Germanisation)는 독일어, 사람 및 문화의 확산을 말한다. 이는 19세기와 20세기에 보수주의와 민족주의가 함께 손을 잡았을 때 독일 보수 사상의 중심 판자였다. 언어학에서 독일어화는 독일어의 단어가 외국어로 채택될 때도 발생한다(이 목적을 위해 독일어에는 일반 번역 Germanisierung과 달리 Eindeutschung이라는 특수 단어가 있다).
튜턴 기사단국, 오스트리아, 독일 제국, 나치 독일과 같은 국가의 정책에 따라 비독일인은 종종 모국어 사용을 금지하고 점차적으로 외국 문화를 제거하기 위해 그들의 전통과 문화를 억압했다. 인종 청소의 한 형태로 또한 식민지 주민과 정착민은 인구 균형을 뒤엎는 데 사용되었다. 나치 시대에 독일화는 일부 비독일 민족 집단에 대한 대량 학살 정책으로 바뀌었다.

## 같이 보기
- 문화제국주의
- 드랑 나흐 오스텐
- 독일 국민주의
- 범독일주의